# Kevin Pereira
Kevin Tadeo Pereira Leguizamon (Asunción, 15 gennaio 2004) è un calciatore paraguaiano, attaccante dello Sp. Luqueño.

## Caratteristiche tecniche
È un'ala sinistra.

## Carriera

### Club
Pereira è cresciuto nel Dep. Capiatá ed ha debuttato in prima squadra il 6 settembre 2018 nell'incontro di Copa Paraguay vinto 3-1 contro il Teniente Fariña, diventando il più giovane esordiente nel calcio professionistico paraguaiano all'età di 14 anni e 145 giorni. Il 17 novembre seguente ha esordito anche in División Profesional contro lo Sp. Luqueño
Il 19 gennaio 2022, a 18 anni da poco compiuti, si è trasferito in Argentina dove ha firmato con il Talleres (C). Utilizzato solo nella squadra riserve, il 4 febbraio 2023 è stato ceduto in prestito al Juárez dove ha giocato un solo incontro nell'arco di cinque mesi.
Nel mercato estivo seguente ha fatto ritorno in Paraguay dove ha firmato con lo Sportivo Luqueno.

### Nazionale
Ha giocato nelle nazionali giovanili paraguaiane Under-15 ed Under-16.
Nel gennaio del 2023 è stato incluso nella lista dei convocati della nazionale Under-20 paraguaiana per il campionato sudamericano organizzato in Colombia.

## Statistiche
Statistiche aggiornate al 3 gennaio 2025.

### Presenze e reti nei club
| Stagione            | Squadra             | Campionato          | Campionato | Campionato | Coppe nazionali | Coppe nazionali | Coppe nazionali | Coppe continentali | Coppe continentali | Coppe continentali | Altre coppe | Altre coppe | Altre coppe | Totale | Totale | Totale |
| Stagione            | Squadra             | Comp                | Pres       | Reti       | Comp            | Pres            | Reti            | Comp               | Pres               | Reti               | Comp        | Pres        | Reti        | Pres   | Reti   |        |
| ------------------- | ------------------- | ------------------- | ---------- | ---------- | --------------- | --------------- | --------------- | ------------------ | ------------------ | ------------------ | ----------- | ----------- | ----------- | ------ | ------ | ------ |
| 2018                | Dep. Capiatá        | PD                  | 2          | 0          | CP              | 2               | 0               | -                  | -                  | -                  | -           | -           | -           | 4      | 0      |        |
| 2019                | Dep. Capiatá        | PD                  | 3          | 0          | CP              | 0               | 0               | -                  | -                  | -                  | -           | -           | -           | 3      | 0      |        |
| Totale Dep. Capiatá | Totale Dep. Capiatá | Totale Dep. Capiatá | 5+         | 0+         |                 | 2               | 0               |                    | -                  | -                  |             | -           | -           | 7+     | 0+     |        |
| 2022                | Talleres (C)        | PD                  | 0          | 0          | CA+CdL          | 0               | 0               | CL                 | 0                  | 0                  | -           | -           | -           | 0      | 0      |        |
| gen.-giu. 2023      | Juárez              | LMX                 | 1          | 0          | CM              | 0               | 0               | -                  | -                  | -                  | -           | -           | -           | 1      | 0      |        |
| 2023                | Sp. Luqueño         | PD                  | 10         | 0          | CP              | 0               | 0               | -                  | -                  | -                  | -           | -           | -           | 10     | 0      |        |
| 2024                | Sp. Luqueño         | PD                  | 11         | 1          | CP              | 3               | 1               | CS                 | 0                  | 0                  | -           | -           | -           | 14     | 2      |        |
| Totale Sp. Luqueno  | Totale Sp. Luqueno  | Totale Sp. Luqueno  | 21         | 1          |                 | 3               | 1               |                    | 0                  | 0                  |             | -           | -           | 24     | 1      |        |
| Totale carriera     | Totale carriera     | Totale carriera     | 27+        | 1+         |                 | 5               | 1               |                    | 0                  | 0                  |             | -           | -           | 32+    | 1+     |        |